# Най-вярната стража
„Най-вярната стража“ е български игрален филм от 1928 година, по сценарий и режисура на Васил Пошев. Оператор е Франц Вут. Създаден е по на едноименното произведение на Йордан Йовков.

## Актьорски състав
- Васил Пошев – Хаджи Емин
- Владимир Трендафилов – Косан
- Петър Павлов – Монах Драгота
- Елена Михайловска – Ранка
- Елена Христова – Марга, майката на Ранка
- Петър Кючуков – Димчо кехая, бащата на Ранка
- Митрофан Пошев – Брат на Ранка
- Михаил Горянски – Отец Амфилохи
- Петър Попов – Кара Имам
- Иван Касабов – Водач на соколджиите
- Георги Деянов – Водач на кърджалиите
- Христо Лисицки – Карсердарин
- Вера Ковачева – Джалма
- Георги Богоявленски
- Кирил Богоявленски
- Спас Тотев